# 매킨토시 포터블
매킨토시 포터블(Macintosh Portable)은 애플 컴퓨터가 1989년 9월부터 1991년 10월까지 설계하고 제조하고 판매한 포터블 컴퓨터이다. 비평가들로부터 상당한 흥분을 일으켰던 최초의 배터리 장착 매킨토시이지만 소비자 판매량은 극히 낮았다. 힌지 디자인의 고속의 값비싼 흑백 액티브 매트릭스 LCD 화면을 갖추었고 기계를 사용 중이 아닐 때 키보드를 덮는 구조였다. 포터블은 액티브 매트릭스 패널을 채용한 초기 소비자용 노트북 가운데 하나였다. 이 기기는 가격와 무게를 늘리는 대신 고성능을 내도록 설계되었다. 포터블은 1991년 10월 중단되었다.
포터블의 무게와 육중함에 크게 기여한 부분은 연축전지였다.